# حمام شهر قدیمی حریره (کیش)
حمام شهر قدیمی حریره (جزیره کیش) واقع در بخش کیش شهرستان بندر لنگه استان هرمزگان و از نقاط دیدنی استان هرمزگان در جنوب ایران است.
بقایای این بنای تاریخی که به «حمام شهر قدیمی حریره» معروف است، در میان آثار مکشوفه شهر قدیم حریره که ما بین قرن‌های ۴ تا ۹ هجری قمری به عنوان مرکز تجاری از رونق زیادی برخوردار بوده‌است، در ساحل جزیره کیش، واقع شده و معرف معماری یکی از قدیمی‌ترین حمام‌های
منطقه‌است.
بنای حمام به مساحت حدود ۵۰۰ متر مشتمل بر قسمت‌های مختلف است. سرتاسر بخش شمالی به پهنای ۵ متر به خدمات، انبار و اتاق کارگر حمام اختصاص یافته‌است. سر بینه و گرم خانه و تون حمام در جنوب بخش یاد شده قرار گرفته و توسط راهروی سر پوشیده‌ای از آن جدا شده‌است. دو خزینه کوچک و بزرگ در جنوب گرم خانه آخرین بخش از ساختمان حمام را تشکیل می‌دهد. مطالعه بقایای موجود، گویای چند دوره ساختمانی و تعمیراتی در مدت برپایی حمام است.

## نگاره‌ها

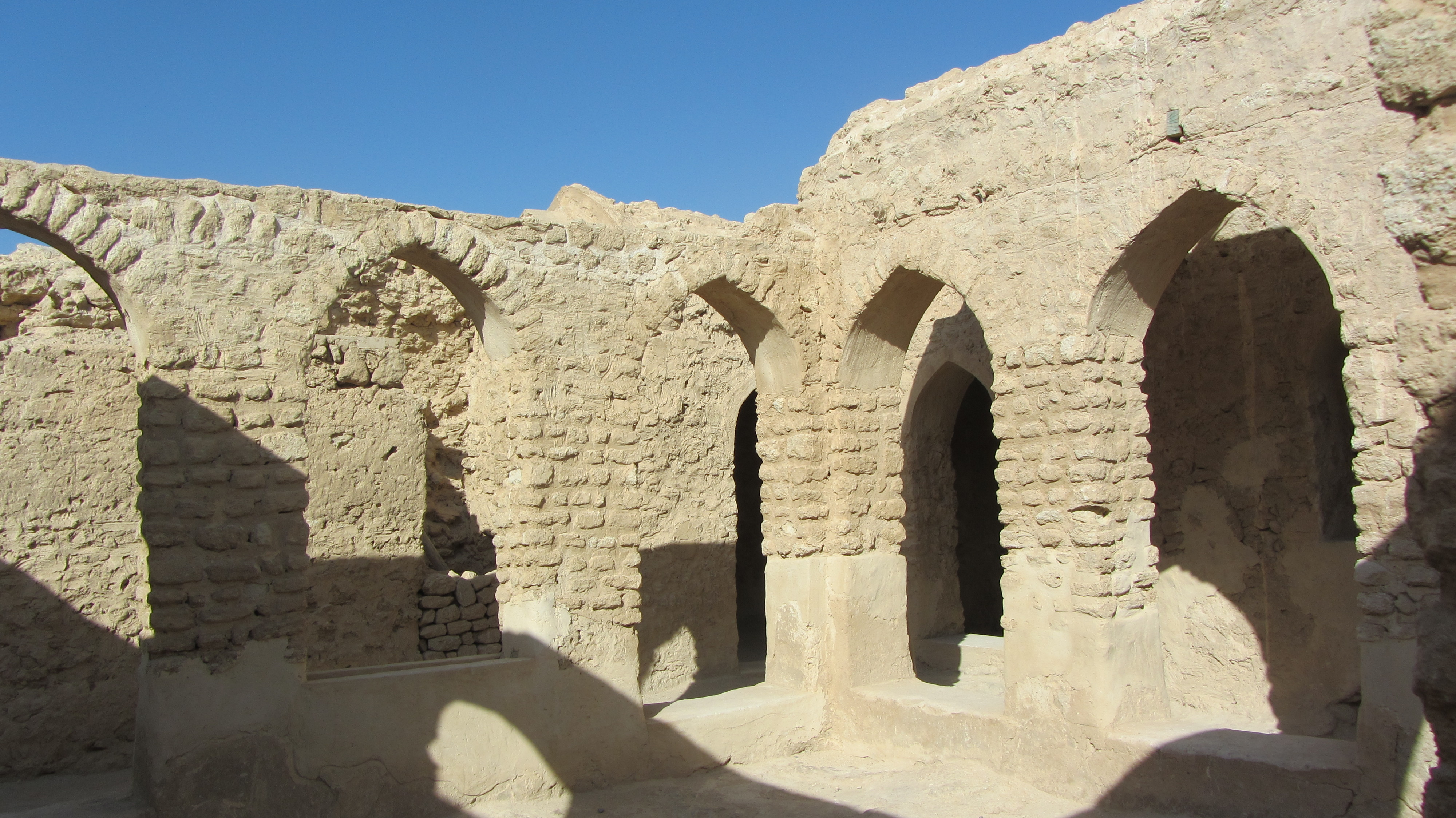
حمام شهر قدیمی حریره
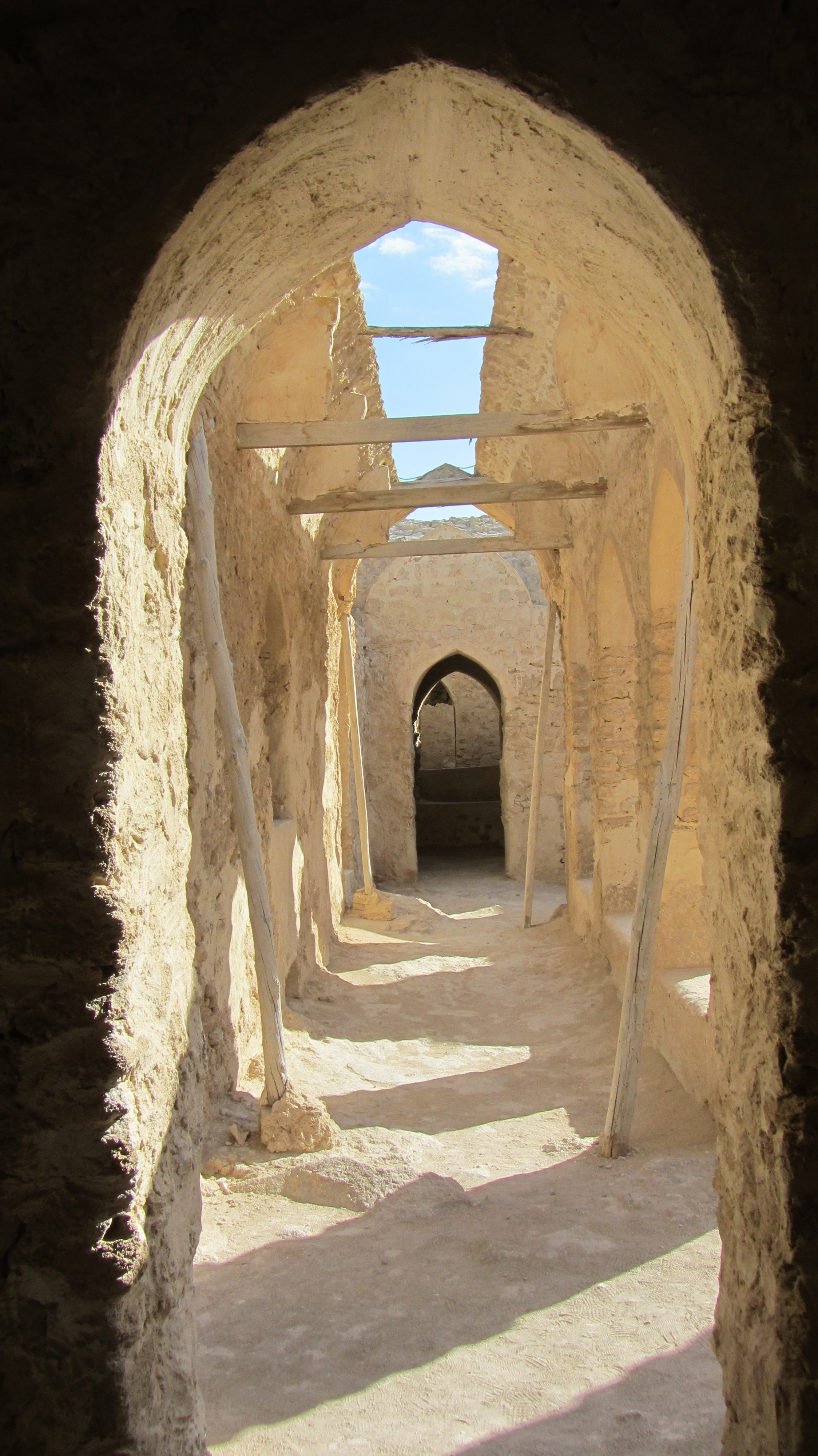
حمام شهر قدیمی حریره
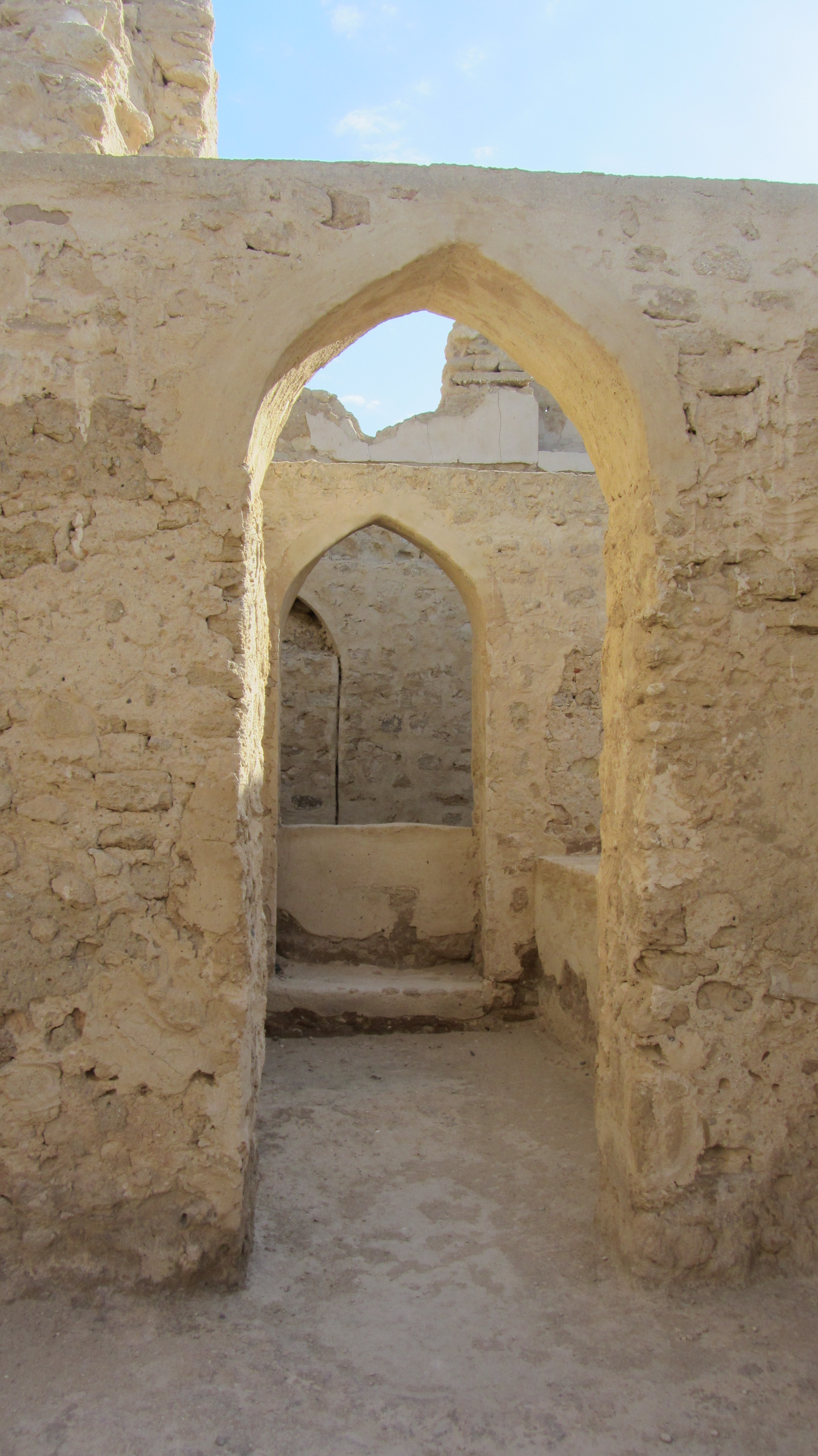
حمام شهر قدیمی حریره
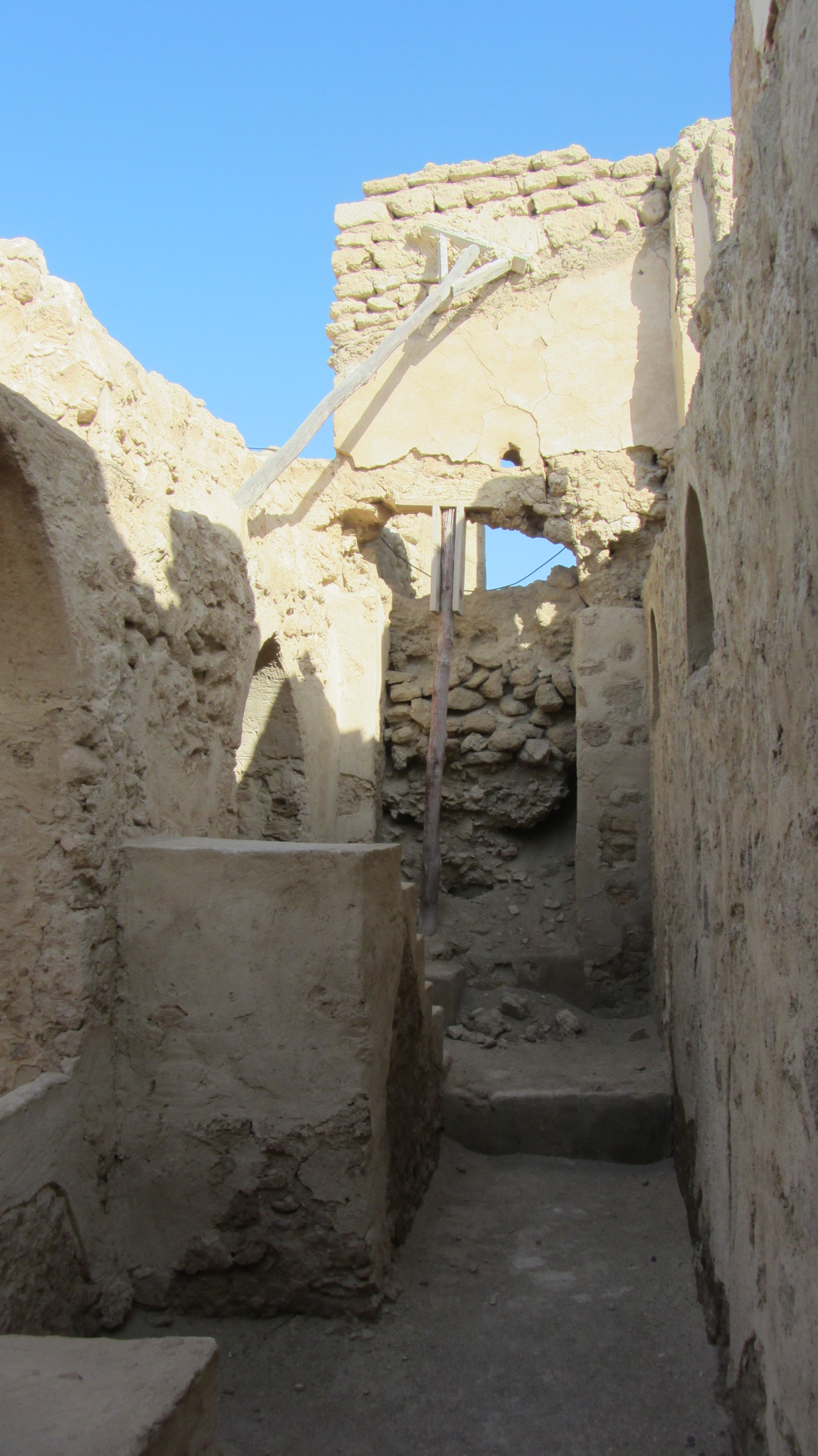
حمام شهر قدیمی حریره